# Ерік Вінтер
Ерік Баррет Вінтер (англ. Eric Barrett Winter; нар. 17 липня 1976, Ла-Мірада, Каліфорнія) — американський актор, колишня фотомодель. Серед відомих ролей: Рекс Брейді в мильній опері NBC «Дні нашого життя» (2002—2005), спецагент ФБР Крейґ О'Лафлін у драматичному серіалі CBS «Менталіст» (2010—2012), Деш Гардінер у фентезійному серіалі Lifetime «Відьми Іст-Енду» (2013—2014) та сержант Тім Бредфорд у драмі ABC «Новобранець» (з 2018). Також знімався у фільмах «Гарольд і Кумар: Втеча з Гуантанамо» (2008) і «Гола правда» (2009).

## Раннє життя
Народився 17 липня 1976 року в Ла-Мірада, штат Каліфорнія, США. Закінчив Університет Каліфорнії в Лос-Анджелесі за спеціальністю «психологія». Щоб заплатити за навчання в коледжі, він почав працювати моделлю, потім залишив свою мету стати психологом і зосередився на акторській кар'єрі.

## Кар'єра

### Модель
До своїх акторських ролей Вінтер був моделлю та мав кілька резонансних рекламних кампаній, таких як для компанії Tommy Hilfiger. Знявся в телевізійній рекламі з Брітні Спірс для її аромату «Curious» (2004).

### Актор
Грав роль Рекса Брейді в денній мильній опері «Дні нашого життя» з 8 липня 2002 року до 26 липня 2005 року. Після виходу з акторського складу «Днів нашого життя» грав багато невеликих ролей у телевізійних шоу: «CSI: Місце злочину», «Love, Inc.», «Усі жінки — відьми», «Just Legal». Знявся в п'ятьох епізодах серіалу ABC Family «Wildfire». Його персонаж, Р. Дж. Блейк, вершник на биках, який зустрічався з Дені Девіс (акторка Ніколь Тубіола), був убитий в епізоді «Безсердечний» (вийшов 28 лютого 2007). Вінтер також з'явився в «The Parkers» в епізоді «Ефект бумеранга» (27 вересня 1999) та в епізоді серіалу CBS «The Ex List», а також знімався в повторюваній ролі Джейсона Маккалістера, брата сенатора Роберта Маккалістера (актор Роб Лоу), коханця Кевіна Вокера (актор Метью Ріс) у драмі ABC «Брати і сестри». Вінтер був постійним учасником короткометражних серіалів CBS «Viva Laughlin» і «Moonlight».
З'являється в повнометражних фільмах «Гарольд і Кумар: Втеча з Гуантанамо» (2008) і «Гола правда» (2009).
У 2010 році Вінтер зіграв персонажа Майкла Френда, уявного друга Джейн (акторка Алісса Мілано) у телефільмі каналу Lifetime «Sundays at Tiffany's».
З 2010 по 2012 рік Вінтер з'являвся в кримінальній драмі CBS «Менталіст» в ролі спеціального агента ФБР Крейґ О'Лафлін, бойфренда, а пізніше нареченого агента Каліфорнійського бюро розслідувань Грейс Ван Пелт (персонаж акторки Аманди Рієтті). У 2012 році він зіграв роль Люка Лурда в комедійно-драматичному серіалі ABC GCB. У 2012 році Вінтер з'явився у відеогрі «Beyond: Two Souls».
У 2013 році Вінтер почав зніматися в телесеріалі Lifetime «Відьми Іст-Енду» в ролі Деша Гардінера. Серіал було скасовано 4 листопада 2014 року після двох сезонів. У жовтні 2018 року почав зніматися в драмі ABC «Новобранець» в ролі сержанта Тіма Бредфорда.

## Книга
Вінтер разом зі своєю дружиною Розалін Санчес є співавтором дитячої книжки «Себі та земля Ча-Ча-Ча» (англ. Sebi and the Land of Cha Cha Cha), опублікованої 2017 року. На створення книги пару надихнула їхня донька Себі (Себілла Роуз Вінтер).

## Особисте життя
У 2001—2005 роках був одружений з акторкою Еллісон Форд.
Протягом двох років зустрічався з акторкою Розалін Санчес, із якої заручився 1 січня 2008 року під час відпустки на острові В'єкес поблизу Пуерто-Рико. Весілля відбулося 29 листопада 2008 року в історичному форті в столиці Пуерто-Рико, місті Сан-Хуан. В родині акторів двоє дітей, Себілла Роуз (2012) і Ділан Гебріел (2017).

## Вибрана фільмографія
- 2002—2005 — Дні нашого життя (мильна опера)
- 2004 — Гарольд і Кумар: Втеча з Гуантанамо
- 2005 — Магія звичайних днів
- 2007 — Viva Laughlin (телешоу)
- 2007 — Wildfire (телешоу)
- 2007—2008 — Брати і сестри (телесеріал)
- 2008 — Single with Parents (телешоу)
- 2008 — Moonlight (телешоу)
- 2009 — Гола правда
- 2011 — Weekends at Bellevue (телешоу)
- 2010—2012 — Менталіст (телесеріал)
- 2012 — Scent of the Missing (телешоу)
- 2012 — GCB (телесеріал)
- 2012 — Клин клином
- 2013 — Beyond: Two Souls (комп'ютерна гра — голос, 3D-модель, захоплення руху
- 2013—2014 — Відьми Іст-Енду (телесеріал)
- 2016 — Secrets and Lies (телесеріал)
- 2016—2017 — Rosewood (телесеріал)
- 2017 — Las Reinas (телешоу)
- 2017—2018 — Добрий лікар (телесеріал)
- 2018—до н.ч — Новобранець (телесеріал)